# Scomparsa dei fratelli Beaumont
La scomparsa dei fratelli Beaumont è un irrisolto caso di cronaca australiano, avvenuto il 26 gennaio 1966, relativo al rapimento e presunto omicidio di tre giovani fratelli.
Il caso ebbe un'importante risonanza mediatica in tutto il mondo e spinse un drastico cambiamento nello stile di vita degli australiani, portando a una maggiore sorveglianza dei bambini per mantenere la loro sicurezza. Viene spesso associato a un caso analogo di quegli anni, il caso dei rapimenti dell'Adelaide Oval nel 1973, anch'esso avvenuto nella stessa zona.

## Le vittime
La famiglia Beaumont risiedeva al 109 di Harding Street, un sobborgo di Adelaide. Era composta dai genitori Grant "Jim" Beaumont, un ex militare e tassista, e Nancy Beaumont (sposatisi nel dicembre 1955) e dai tre figli: Jane Nartare (nata il 10 settembre 1956),  Arnna Kathleen (nata l'11 novembre 1958) e Grant Ellis Beaumont (nato il 12 luglio 1961). Vivevano a breve distanza da Glenelg Beach, una spiaggia popolare dove spesso i bambini si recavano.
Nel gennaio 1966, si verificò una particolare ondata di caldo. Il 25, Jim accompagnò i bambini a Glenelg Beach prima di partire per un viaggio di tre giorni a Snowtown.

### La scomparsa
La mattina del 26 gennaio, per l'Australia Day, Jane, Arnna e Grant (che allora avevano rispettivamente nove, sette e quattro anni), chiesero alla madre di poter andare nuovamente a Glenelg Beach. Dato che faceva troppo caldo per andarci a piedi, i bambini presero un autobus il cui tragitto durava cinque minuti e che copriva tre chilometri dalla casa alla spiaggia. Presero l'autobus delle 8:45 e sarebbero dovuti tornare con quello delle 12:00.
Quando i bambini non fecero ritorno né con l'autobus prestabilito né con quello seguente delle 14:00, Nancy si preoccupò e chiamò Jim, che rincasò anticipatamente dal suo viaggio di lavoro per recarsi immediatamente alla spiaggia, che raggiunse verso le 15:00. Non riuscì a localizzare i bambini in mezzo alla folla, quindi tornò a casa e lui e la moglie iniziarono a setacciare le strade adiacenti e a far visita agli amici. Alle 17:30, i genitori si diressero alla stazione di polizia di Glenelg per denunciare la scomparsa dei figli.

## Indagini
La polizia organizzò rapidamente una ricerca per tutta Glenelg Beach e per le aree adiacenti, presupponendo che i bambini fossero nei paraggi e che avessero semplicemente perso la cognizione del tempo. Si passò poi a cercare nelle vicine dune di sabbia, nell'oceano e negli edifici adiacenti; nel timore di un incidente o di un rapimento, si monitorarono anche l'aeroporto, le linee ferroviarie e le strade interstatali. Entro ventiquattrore, l'intera nazione era a conoscenza del caso; tre giorni dopo, il 29 gennaio, l'Adelaide Sunday Mail pubblicò un articolo nel quale si esprimeva il timore che i bambini fossero stati rapiti e uccisi da un molestatore sessuale. All'inizio, la ricompensa ufficiale era di 250 sterline australiane.
Una donna disse alla polizia di aver parlato con tre bambini simili ai fratelli Beaumont alle 19:00, vicino al Patawalonga Boat Haven, pertanto il 29 gennaio il posto venne prosciugato. Nonostante le perquisizioni, non fu trovato nulla.

### Identikit del sospettato
Diversi testimoni dissero alla polizia di aver visto i fratelli nella riserva di Colley, vicino a Glenelg Beach, in compagnia di un uomo alto, sulla trentina, con capelli  castano chiaro e un viso magro. Venne descritto con una carnagione abbronzata, una corporatura magra e atletica e con indosso un costume da bagno. I bambini stavano giocando con lui, sembrava si stessero divertendo e che fossero rilassati. L'uomo si avvicinò anche a uno dei testimoni per chiedere se fosse stato vicino agli effetti personali dei bambini, in quanto i loro soldi sarebbero scomparsi. I bambini attesero l'individuo quando andò a cambiarsi, poi i quattro si allontanarono dalla spiaggia verso le 12:15. Circa due ore e mezza dopo, un'altra testimone, Daphne Gregory, avvistò i bambini con l'uomo, che vide trasportare una borsa da viaggio simile a quella di Jane.
I signori Beaumont descrissero i loro figli, in particolare la maggiore, come timidi, pertanto non sarebbe stato usuale per loro fidarsi a tal punto di uno sconosciuto. Gli investigatori ipotizzarono che i bambini avessero già incontrato l'uomo in precedenza, motivo per cui si sarebbero fidati di lui. A supporto di questa teoria ci sarebbe un episodio avvenuto in precedenza, quando Arnna disse alla madre che Jane aveva "trovato un fidanzato" in spiaggia; Nancy non ci fece caso, pensando che si riferisse a un compagno di giochi.
Un negoziante riferì che Jane aveva comprato dei pasticci e una torta di carne con una banconota da un 1 sterlina. Dato che i bambini non si erano mai potuti permettere quei prodotti e la madre non aveva dato loro tutti quei soldi, venne presupposto che fosse stato lo sconosciuto a dare loro il denaro.

### Avvistamenti
Secondo una dichiarazione iniziale, i bambini Beaumont furono visti da un postino mentre camminavano da soli alle 14:55, lontano dalla spiaggia, presumibilmente diretti verso la loro casa; apparivano tranquilli, sebbene fossero in ritardo di un'ora dal rientro e fossero senza un adulto. Successivamente, il testimone ritrattò dicendo che probabilmente si era sbagliato e che aveva visto i bambini al mattino, non nel pomeriggio.
Altre presunte segnalazione di avvistamenti dei bambini continuarono per circa un anno dopo la loro scomparsa.

### Il sensitivo
Il caso Beaumont attirò l'attenzione internazionale. Fece particolare scalpore il coinvolgimento nelle indagini di un sensitivo olandese, Gerard Croiset, che arrivò in Australia per assistere nelle ricerche. I suoi tentativi di rintracciare i bambini o indizi si rivelarono fallimentari. In particolare, identificò un punto in un magazzino vicino all'abitazione dei Beaumont dicendo che i loro corpi potessero essere seppelliti lì. I proprietari dell'immobile erano riluttanti a far scavare nell'edificio basandosi sull'affermazione di un sensitivo, ma finirono per dare il loro consenso a causa della pressione pubblica. Non furono trovati resti, né altri elementi collegati a membri della famiglia Beaumont. Nel 1996 i proprietari concessero una perquisizione completa del sito, ma non venne alla luce nulla.

### Le lettere false
Circa due anni dopo la scomparsa, i signori Beaumont ricevettero due lettere: una presumibilmente scritta da Jane, e un'altra da un uomo che diceva di avere in custodia i bambini. Le buste avevano un timbro postale di Dandenong, Victoria; in quella scritta da Jane era scritto che i bambini stavano bene e che conducevano una vita serena con l'uomo che li aveva presi. Quest'ultimo, nella lettera scritta da lui, diceva di essersi nominato tutore dei bambini e di essere disposto a restituirli in un luogo designato. La polizia, confrontando la calligrafia di Jane con quella della lettera in apparenza scritta da lei, ritenne che probabilmente fosse autentica, pertanto si recò sul posto indicato dalla lettera del presunto rapitore con i signori Beaumont, ma non si presentò nessuno. Qualche tempo dopo arrivò una terza lettera, anch'essa firmata da Jane, nella quale si affermò che il rapitore aveva deciso di tenere i bambini perché i Beaumont avrebbero "tradito la sua fiducia" portando un poliziotto al luogo dell'appuntamento. Non vennero mandate altre lettere.
Nel 1992, nuovi esami forensi realizzati tramite una migliorata tecnologia delle impronte digitali rivelarono che l'autore delle lettere era un uomo di quarantun anni, che le scrisse da adolescente per fare uno scherzo ai Beaumont. A causa del tempo trascorso dal fatto, non venne incriminato.

## Possibili sospettati

### Bevan Spencer von Einem
Bevan Spencer von Einem (nato nel 1946) fu condannato all'ergastolo nel 1984 per l'omicidio di Richard Kelvin, figlio quindicenne di Rob Kelvin, un noto conduttore televisivo di Adelaide. Le autorità erano convinta che von Einem avesse dei complici e che potesse essere coinvolto in altri delitti, tra cui la scomparsa dei fratelli Beaumont; la polizia iniziò a considerarlo un possibile sospettato per la sua somiglianza alle descrizioni e all'identikit del sospettato non identificato nel 1966. Von Einem si rifiutò di collaborare con la polizia in merito al suo presunto collegamento con altri omicidi.
Durante le indagini su von Einem, fu consultato un informatore identificato solo come "Mr. B", che parlò di una presunta conversazione nella quale l'indagato si sarebbe vantato di aver rapito anni prima tre bambini da una spiaggia, per portarli a casa propria e sottoporli a esperimenti chirurgici. Durante tali interventi uno dei bambini sarebbe morto, quindi von Einem avrebbe ucciso anche gli altri due, occultando i corpi nei boschi a sud di Adelaide. Mr. B disse anche che von Einem fosse implicato nei rapimenti dell'Adelaide Oval, avvenuti nel 1973; anche in quel caso, la descrizione del principale sospettato combaciava con quella di von Einem.
Ci sono opinioni contrastanti sulla veridicità delle testimonianze di Mr. B in relazione al coinvolgimento di von Einem nel caso Beaumont. Il criminale venne considerato troppo giovane all'epoca della scomparsa dei bambini Beaumont (il sospettato principale doveva essere sui trent'anni, mentre von Einem ne aveva poco più di venti), inoltre i Beaumont erano più piccoli delle vittime che von Einem prendeva di mira, ossia adolescenti e ventenni. Ciò nonostante, von Einem non venne escluso nella lista dei sospettati, anche perché la disparità nel modus operandi di un serial killer sono insolite, ma non improbabili.
Le indagini sulla scomparsa di Beaumont e sui rapimenti dell'Adelaide Oval rimangono tutt'oggi ufficialmente aperte e, nel 1989, von Einem fu identificato come sospettato in un rapporto confidenziale della polizia. Nell'agosto 2007, venne riferito che la polizia stava esaminando filmati d'archivio della ricerca originale di Beaumont, girati da Channel Seven, che mostrano un giovane uomo che assomiglia a von Einem tra gli astanti. Il rapporto affermava che la polizia stava chiedendo informazioni per stabilire l'identità dell'individuo. Nel 2014, von Einem era ancora nella lista degli indagati per i casi.

### Arthur Stanley Brown
Arthur Stanley Brown (nato nel 1912) fu accusato del duplice stupro e omicidio delle sorelle Judith e Susan Mackay, di sette e cinque anni, avvenuti a Townsville; le bambine furono rapite nel tragitto verso la scuola il 2 agosto 1970 e i corpi strangolati furono trovati diversi giorni dopo in un letto del fiume. L'uomo fu identificato e arrestato nel 1998; il processo era previsto per luglio 2000, ma venne annullato in seguito alla diagnosi di demenza e malattia di Alzheimer di Brown, che morì nel 2002 senza condanne ufficiali a suo carico.
Anche Brown presentava una sorprendente somiglianza con l'identikit del sospettato dei casi di scomparsa dei Beaumont e dell'Adelaide Oval. Non si trovarono effettivi collegamenti tra Brown e la sparizione dei Beaumont a causa di mancanza di documenti che potessero chiarire i movimenti dell'uomo nel periodo della sparizione, dovuti presumibilmente all'alluvione di Brisbane del 1974 e alla possibilità che Brown stesso li abbia distrutti.
Sebbene non vi siano prove concrete che Brown abbia mai visitato Adelaide, un testimone affermò di ricordare di aver avuto una conversazione con Brown in città, poco prima dei rapimenti dell'Oval il 25 agosto 1973; invece, non fu mai trovata alcuna prova della presenza di Brown ad Adelaide nel 1966. Brown aveva cinquantatré anni al momento della scomparsa dei Beaumont, il che non corrisponde alla descrizione del sospettato visto con i bambini.

### James Ryan O'Neill
James O'Neill (nato nel 1947), fu condannato all'ergastolo per l'omicidio di un bambino di nove anni compiuto nel 1975 in Tasmania. Prima dell'arresto, disse a diversi conoscenti di essere responsabile della scomparsa dei fratelli Beaumont. Fu realizzato un documentario della ABC, The Fishermen, nel quale si cercava di collegarlo al caso; nel 200, O'Neill cercò inutilmente di far interrompere la trasmissione del documentario.
L'ex poliziotto Gordon Davie trascorse anni a conquistare la fiducia di O'Neill attraverso degli incontri prima di realizzare The Fishermen; pur non essendoci prove concrete, Davie disse di essere convinto che fosse O'Neill il responsabile del rapimento dei Beaumont, anche a causa di alcune allusioni che avrebbe detto O'Neill. Quest'ultimo avrebbe affermato di non essere mai stato ad Adelaide, ma si era recato spesso in città a causa del suo lavoro dell'epoca. Davie sospettava che il criminale fosse coinvolto anche nel caso dell'Oval. Nonostante ciò, la polizia ha escluso l'uomo dalla lista dei sospettati per il caso Beaumont.

### Derek Ernest Percy
Derek Percy (nato nel 1948) fu condannato per l'omicidio di una dodicenne, Yvonne Tuohy, commesso nel 1969, nonché sospettato delle sparizioni e morti di numerosi bambini negli Anni Sessanta; in un articolo del 2007 di The Age, venne indicato come un indagato nel caso Beaumont. L'uomo si dichiarò infermo mentalmente e disse di non ricordare in dettaglio delle sue azioni; nell'articolo venne indicato che Percy si trovasse in zona durante i rapimenti dei Beaumont e che avesse ipotizzato di averli uccisi, ma di non avere memoria dell'accaduto. Il 30 agosto 2007, la polizia di Victoria ottenne il permesso di interrogare Percy in relazione al caso dei fratelli Beaumont.
Nel 1966 Percy aveva diciassette anni, quindi sarebbe stato troppo giovane rispetto al sospettato non identificato avvistato con i bambini. Inoltre, è di convinzione comune che il rapitore avesse un'automobile con cui facilitare il rapimento e omicidio dei Beaumont, mentre all'epoca Percy potrebbe non averla avuta. Percy è stato arrestato e imprigionato nel 1969, rimanendo in carcere fino alla sua morte, avvenuta nel 2013. Non è pertanto mai stato implicato nel caso dell'Adelaide Oval, che le autorità ritengono collegato al caso Beaumont.

### Alan Anthony Munro
Alan Maxwell McIntyre fu indagato e successivamente rilasciato dalla polizia per un possibile coinvolgimento nel caso. Fornì un resoconto di seconda mano all'Adelaide Advertiser, affermando che un uomo da lui conosciuto nel 1966 si sarebbe presentato a casa sua con i corpi dei bambini Beaumont nel bagagliaio della sua auto. I figli di McIntyre, a supporto di tale storia, affermarono che sia loro che il padre avevano scambiato il corpo di Arnna per quello di un bambino a causa dei capelli tagliati corti.
L'individuo in questione fu successivamente identificato come l'uomo d'affari Alan Anthony Munro, un ex capo scout che si era dichiarato colpevole di dieci reati sessuali su minori commessi nel 1962, per i quali era stato condannato a dieci anni di reclusione con un periodo di libertà vigilata di cinque anni e cinque mesi; sarebbe stato idoneo al rilascio nel 2022. Nel 2015, è diventato ricercato nel sud-est asiatico con l'accusa di abusi su minori.
Nel giugno 2017, la polizia di Adelaide ricevette la copia del diario di un bambino risalente al 1966, che presumibilmente collocava Munro nelle vicinanze della spiaggia di Glenelg Beach al momento della scomparsa di Beaumont. Munro venne condannato per abuso su minori, tra cui uno dei figli di McIntyre, che aveva contribuito alla scrittura del diario. Munro era stato in precedenza indagato dalla polizia, ma non era stata provata alcuna prova concreta su un suo coinvolgimento nel caso Beaumont. McIntyre è morto nel 2017.

### Harry Phipps
Harry Phipps, proprietario di una fabbrica locale e all'epoca membro dell'élite sociale di Adelaide, emerse come sospettato del caso nel 2013, con la pubblicazione del libro The Satin Man: Uncovering the Mystery of the Missing Beaumont Children scritto da Alan Whitcker e Stuart Mullins, nel quale viene esplorata la pista di un potenziale responsabile dei rapimenti, soprannominato "Uomo di Raso" ("Satin Man") per la sua predilezione per tale materiale. Nonostante il libro non specifichi l'identità dell'"Uomo di Raso", Haydn, il figlio separato di Phipps, affermò che fosse il genitore subito dopo la pubblicazione del libro.
Phipps era piuttosto simile all'identikit dell'uomo visto con i Beaumont sul luogo della scomparsa. Era ricco, noto per la sua abitudine di distribuire banconote da 1 sterlina (come quella con cui i bambini pagarono il cibo il giorno della sparizione), viveva a trecento metri dalla spiaggia, in seguito, fu accusato di essere un pedofilo. Haydn, che aveva quindici anni quando si svolsero i fatti, si fece avanti nel 2007 affermando di aver visto i Beaumont nel cortile di suo padre il 26 gennaio. Altre due persone dissero di essere state pagate da Phipps per scavare una fossa nel cortile della sua fabbrica quel fine settimana, per ragioni non specificate.
Nel novembre 2013, venne scavata una sezione di un metro quadrato di una fabbrica a North Plympton, di proprietà di Phipps; non vennero trovate prove, quindi le indagini sul sito furono chiuse. Tuttavia, il 22 gennaio 2018, la polizia di Adelaide annunciò che avrebbe condotto ulteriori scavi sul sito della fabbrica, a seguito di un'indagine sponsorizzata da Channel Seven. Lo scavo, il 2 febbraio 2018, durò nove ore e non condusse a nulla. Nel febbraio 2025, sulla base di nuove prove, il parlamentare del Sud Australia Frank Pangallo organizzò un terzo scavo, finanziato privatamente, nel sito, ma anch'esso si rivelò fallimentare.

## Eventi successivi
Il caso Beaumont ha portato a una delle più grandi indagini di polizia nella storia australiana e rimane tuttora uno dei casi irrisolti più famigerati del Paese. Nel gennaio 2018, il Primo ministro dell'Australia Meridionale, Jay Weatherill, ha affermato che la polizia dello Stato tiene aperte le indagini; inoltre, è ancora in vigore la ricompensa da un milione di dollari australiani per qualsiasi informazione che possa aiutare a risolvere il caso.
Molti studiosi indicano il rapimento come un evento significativo nell'evoluzione della società australiana, avendo portato molte persone a rendere più rigorosa la supervisione quotidiana dei figli. All'epoca della scomparsa non vennero sollevate critiche per come i tre bambini Beaumont fossero stati lasciati andare da soli in spiaggia, dal momento che era la norma, per la società australiana dell'epoca, concedere a bambini anche molto giovani di spostarsi autonomamente. Il caso dei Beaumont, insieme ad altri crimini simili commessi su minori nello stesso periodo, come il rapimento di Graeme Thorne nel 1960 e gli omicidi di Wanda Beach del 1965, hanno "segnato la fine dell'innocenza nella vita australiana del dopoguerra". La mancata risoluzione del caso e la sua importanza nella Storia australiana hanno portato la vicenda a essere ripresa più volte dai media, anche ai giorni nostri.
All'epoca delle indagini iniziali, i signori Beaumont ricevettero ampia solidarietà dalla popolazione australiana. Rimasero nella loro casa, nella speranza che i figli potessero prima o poi fare ritorno a casa. Nel corso degli anni, collaborarono con le autorità per valutare ogni indizio e pista. Destò particolare scandalo, nel 1990, la pubblicazione da parte dei giornali di foto generate al computer che mostravano i bambini Beaumont con l'età che avrebbero avuto se fossero stati ancora vivi. In seguito, la coppia divorziò e vendette la casa, vivendo separatamente lontano dall'attenzione pubblica; si dice che si siano rassegnati alla mancata risoluzione della scomparsa dei loro figli.
Nancy è morta in una casa di cura di Adelaide il 16 settembre 2019, all'età di novantadue anni. Grant è morto anche lui ad Adelaide, il 9 aprile 2023, all'età di novantasette anni.